# 金敏恭
金敏恭（?—?），新罗宗室，追封睿興王，新罗第56任国王敬順王金傅的曾祖父，新罗第46任国王文圣王金庆膺之孙。

## 生平
金敏恭是上大等金安之子，金敏恭官至角干。憲康王六年（880年）二月，侍中朴乂謙退，伊湌金敏恭爲侍中。九月九日，憲康王與左右大臣，登月上樓四望，京都民屋歌吹連聲。憲康王看着侍中金敏恭说：“孤听说现在民間，覆屋用瓦不以用草，烧飯用炭不用柴薪，有这种情况吗？”金敏恭回答：“臣也曾经听说过”于是上奏：“王上即位以來，陰陽和，風雨順，歲有年，民足食，邊境安宁，市井歡娛，这是聖德所致。”憲康王欣然答道：“这是卿等輔佐之力，朕有何德？”其子金仁慶，金仁慶子金孝宗。景哀王被后百济杀死后，甄萱立金敏恭的曾孙金傅为敬順王。敬順王元年（927年）十一月, 追尊金敏恭爲睿興大王。